# Brock Osweiler
(en) Statistiques sur pro-football-reference
Brock Osweiler, né le 22 novembre 1990 à Coeur d'Alene (Idaho), est un joueur américain de football américain évoluant au poste de quarterback.

## Biographie
Étudiant à l'université d'État de l'Arizona, il joue pour les Sun Devils d'Arizona State de 2009 à 2011. Il est choisi lors de la draft 2012 de la NFL à la 57e place par les Broncos de Denver. Durant ses premières saisons, il sert de remplaçant à Peyton Manning.
Il fait partie de l'équipe qui remporte le Super Bowl 50 contre les Panthers de la Caroline. Il signe en 2016 un contrat de quatre ans avec les Texans de Houston pour un montant de 72 millions de dollars. Après une saison avec les Texans, il est échangé aux Browns de Cleveland puis est coupé avant le début de la saison 2017. Quelques jours après sa libération par les Browns, il retourne aux Broncos en signant un contrat d'un an.

## Statistiques professionnelles
| Année  | Équipe            | MJ     |         | Passes   | Passes | Passes | Passes | Passes | Passes | Passes  |       | Courses | Courses | Courses | Courses |
| Année  | Équipe            | MJ     | Tentées | Réussies | Pct.   | Yards  | TD     | Int.   | Éval.  | Tentées | Yards | Moy.    | TD      |         |         |
| 2012   | Broncos de Denver | 5      | 4       | 2        | 50,0   | 12     | 0      | 0      | 56,2   | 8       | -13   | -1,6    | 0       |         |         |
| 2013   | Broncos de Denver | 4      | 16      | 11       | 68,8   | 95     | 0      | 0      | 84,1   | 3       | 2     | 0,7     | 0       |         |         |
| 2014   | Broncos de Denver | 4      | 10      | 4        | 40,0   | 52     | 1      | 0      | 90,4   | 8       | 0     | 0,0     | 0       |         |         |
| 2015   | Broncos de Denver | 8      | 275     | 170      | 61,8   | 1 967  | 10     | 6      | 86.4   | 21      | 61    | 2.9     | 1       |         |         |
| 2016   | Texans de Houston | 15     | 510     | 301      | 59,0   | 2 957  | 15     | 16     | 72,2   | 30      | 131   | 4,4     | 2       |         |         |
| 2017   | Broncos de Denver | 6      | 172     | 96       | 55,8   | 1 088  | 5      | 5      | 72,5   | 14      | 64    | 4,6     | 1       |         |         |
| 2018   | Dolphins de Miami | 7      | 178     | 113      | 63,5   | 1 247  | 6      | 4      | 86,0   | 8       | 21    | 2,6     | 0       |         |         |
| Totaux | Totaux            | Totaux | 1 165   | 697      | 59,8   | 7 418  | 37     | 31     | 78,0   | 92      | 266   | 2,9     | 4       |         |         |